# Saint-Sauveur-de-Puynormand
 Saint-Sauveur-de-Puynormand  es una población y comuna francesa, situada en la región de Aquitania, departamento de Gironda, en el distrito de Libourne y cantón de Lussac.

## Demografía
| 147 | 146 | 162 | 245 | 340 | 361 |
| Para los censos de 1962 a 1999 la población legal corresponde a la población sin duplicidades (Fuente: INSEE [Consultar]) |     |     |     |     |     |